# Земгале (хоккейный клуб)
ХК Земгале/ЛЛУ (латыш. HK Zemgale/LLU) — латвийский хоккейный клуб из города Елгава. Основан в 2002 году при Елгавской ледовой спортивной школе. Выступает в Высшей лиге чемпионата Латвии по хоккею. Домашние матчи проводит в Елгавском ледовом дворце, расположенном поблизости от Земгальского Олимпийского центра, который, в свою очередь, является домашней ареной елгавских футбольной («Елгава») и баскетбольной («Земгале») команд. Цветами ХК «Земгале» являются традиционные цвета Елгавы — синий и красный.